# Карлайл, Джоди
Джо́ди Ка́рлайл (англ. Jodi Carlisle; 28 августа 1960, Джолиет, Иллинойс, США) — американская актриса

.

## Биография и карьера
Джоди Карлайл родилась 28 августа 1960 года в Джолиете (штат Иллинойс, США).
На счету Карлайл более 60-ти работ в телевизионных шоу, художественных и телевизионных фильмах, а также в нескольких сценических постановках. Карлайл, пожалуй, наиболее известна озвучиванием одного из главных героев в мультсериале «Дикая семейка Торнберри».
Актриса Джоди Карлайл занимается озвучиванием с 1982 года, начиная с мультфильма Pac-Man. В 1991 году она озвучила доктора Сару Беллум в 5 эпизодах Darkwing Duck. В 1992-1993 годах Карлайл предоставила дополнительные голоса в 26 эпизодах Wild West C.O.W.-Boys of Moo Mesa. Озвучивала видеоигры и аудиокниги.

## Избранная фильмография
| Год       |    | Русское название                   | Оригинальное название           | Роль                      |
| --------- | -- | ---------------------------------- | ------------------------------- | ------------------------- |
| 1987      | мс | Настоящие охотники за привидениями | The Real Ghostbusters           | Элис Дерлет / Кэнди       |
| 1990      | мс | Чудеса на виражах                  | TaleSpin                        | Жена бегемота             |
| 1991      | мс | Чёрный Плащ                        | Darkwing Duck                   | Доктор Сара Беллам        |
| 1992      | с  | Без ума от тебя                    | Mad About You                   | Продавщица                |
| 1992      | мс | Гуфи и его команда                 | Goof Troop                      |                           |
| 1992      | тф | Медуза, как быть честной           | Medusa: Dare to Be Truthful     | Афродита                  |
| 1993      | мс | Чокнутый                           | Bonkers                         |                           |
| 1994      | тф | Агрессивные дамочки                | Attack of the 5 Ft. 2 In. Women | Дебби Даллас              |
| 1994      | ф  | Безмолвие                          | Speechless                      | Дорис Уинд                |
| 1995—1996 | мс | Настоящие монстры                  | Aaahh!!! Real Monsters          | Риелтор / Бонни / Женщина |
| 1999      | с  | Провиденс                          | Providence                      | Матрона                   |
| 2000      | с  | Седьмое небо                       | 7th Heaven                      | Бонни                     |
| 2001      | с  | Справедливая Эми                   | Judging Amy                     | Терапевт                  |
| 2001      | с  | Малкольм в центре внимания         | Malcolm in the Middle           | Леди в книжном клубе № 1  |
| 2002      | с  | Дерзкие и красивые                 | The Bold and the Beautiful      | Кей                       |
| 2003      | с  | C.S.I.: Место преступления Майами  | C.S.I.: Miami                   | Официантка                |
| 2008      | с  | Отчаянные домохозяйки              | Desperate Housewives            | Мишель Даунинг            |